# Tacuarí (1911)
Tacuary — річковий канонерський човен Парагвайських збройних сил, який служив майже століття. Побудований 1907 фірмою T. & J. Hosking в Ірландії, як яхта зі сталевим корпусом Clover, придбана Парагваєм 1911. У 1930 корабель отримав ім'я «Такуарі» на честь іншого канонерського човна, який став першим парагвайським військовим кораблем, що перетнув Атлантичний океан у 1855 році.

## Історія

### Придбаний Парагваєм
«Кловер» прибув до Парагваю в листопаді 1911 року разом з «Констітусьйон», колишнім морським торговим пароплавом, переобладнаним у канонерський човен військовим транспортним судном «Хенераль Діаз». Три кораблі були куплені для придушення спроби повалити режим президента Альбіно Хари на початку 1911 р., але до цього часу повстання закінчилося. Корабель був включений до складу ВМС Парагваю як канонерський човен «Адольфо Рікелме» (Adolfo Riquelme), на честь політика, убитого в березні 1911 року під час повстання проти Хари.

### Участь у подіях революції 1922 року та модернізація к
Спочатку використовувалася як навчальний корабель. Однак під час революції 1922 року «Адольфо Рікельме» був флагманом вірної уряду флотилії. Він обстріляв місто Енкарнасйон, на річці Парана, яке зайняли повстанці. Від вогню у відповідь в липні було легко пошкоджений. У вересні він знову обстріляв Енкарнасьйон, цього разу прикриваючи десант зі 150 солдатів, які атакували повстанців і знищили залізничну колію та телеграфні лінії, перш ніж повернутися на назад. 5 вересня авізо «Коронель Мартінез» потопило імпровізований на основі каное торпедний таран, під час атаки на «Адольфо Рікельме». Корабель підтримав черговий десант в Карагуаті, а на наступного тижня обстріляв залізницю, яка пролягала вздовж Парани. В ході революції корабель безрезультатно спробували атакувати два літаки, захоплені повстанцями.

### Чакська війна
Перший похід на північ відбувся 5 серпня 1932 року, канонерський човен ескортував баржі «Ірен» та «Бая-Негра», доставивши війська 3-ї артилерійської групи на фронт. «Tacuary» повернувся в Асунсьйон 13 серпня, де завершив ремонт. Він знову відплив 18 серпня. Тоді Такуарі перейшов під командування штабу 3-ї армії в Баїя Негра. Командиром під час цього походу був капітан Родріго Мачука.
22 грудня 1932 року в 11:00, під час стоянки на якорі в Баїя-Негра з погашеними котлами (що унеможливлювало маневрування), «Такуарі»» напали два болівійські винищувачі CW-14 Osprey та один Curtiss P-6 Hawk, які вилетіли із Fortín Vitriones. Деякі джерела стверджують, що літаками противника насправді були три Вікерс Веспа. Літак скинув три бомби, одна з яких вибухнула лише в 20 метрах від «Такуарі» . Вони перегрупувались над бразильською територією для другого авіаудару. Вони обстріляли корабель з кулеметів і скинули шість невеликих бомб. Під час третьої атаки, знов із шістьма бомбами та кулеметним вогнем вогнем, зенітники «Такуарі» влучили у один з літаків 37-мм снарядом. Згідно парагвайських звітів «Оспрей» втратив шматки обшивки і задимів, та, врешті-решт, зазнав аварії на території Бразилії. Із 15 скинутих бомб, 11 впали поблизу канонерського човна. Командувач Північного Сектора, полковник Хосе Юліан Санчес, загинув під час бомбардування від осколка. «Такуарі» ушкоджень практично не зазнав. Два уцілілі літаки, повторили атаку двічі 24 грудня о 8:00 та 17:00, але були відбиті, не завдавши кораблю жодних ушкоджень, оскільки він був на ходу і маневрував. Однак кулеметні обстріли з повітря поранили кількох моряків. Від авіаударів 22 і 24 грудня залишилося 29 отворів від осколків і 45 отворів від куль на корпусі «Такуарі». Після цих атак екіпаж використовував простирадла та гілки дерев, щоб замаскувати човен. «Такуарі» продовжив здійснювати військові перевезення до завершення бойових дій. Як транспортний корабель, «Такуарі» переправив 6602 військовослужбовців, 230 пасажирів, 480 полонених, тисяча двісті п'ятьдесят вісім коней та мулів, і 1653 тон вантажів.

### Після війни
«Такуарі» використовувався як транспортне судно до 1938 року, коли його припинили експлуатувати, аби перетворити на президентську яхту. Смерть президента Жозе Фелікса Естігаррібії зупинила ці плани, і колишній канонерський човен став баржею у військово-морській транспортній службі. З 1949 по 1966 рік судно пройшло тривалу модернізацію, спрямовану на перетворення її на пасажирський лайнер для експлуатації на маршруті між Асунсьйоном та Буенос-Айресом. У 1952 р. його стару парову машину замінили два дизельних двигуни. Судно почало експлуатуватися як транспортне 30 грудня 1966 року і служило до 1978 року. Тоді «Такуарі» був перекласифікований на вантажну баржу і в кінцевому підсумку був виключений зі списку ВМС Парагвая 30 листопада 1999 року.